# Paul van Soest
Johan Paul van Soest (Amsterdam, 27 april 1949) is een Nederlands theaterproducent, acteur en voormalig drummer, woonachtig in Rotterdam.
Van Soest is vooral bekend uit de kindertelevisieserie Bassie en Adriaan, waarin hij de rol van Handige Harry speelde, en als Henk van de Berg uit de serie Toen was geluk heel gewoon. Hij speelde in films als Ciske de Rat en Amsterdamned.

## Levensloop
Van Soest was achttien jaar toen hij op de HBS meedeed aan het schoolcabaret. In 1970 deed hij toelatingsexamen voor de Amsterdamse Toneelschool, maar werd afgewezen. Hij studeerde psychologie en Nederlands, maar brak deze studies na twee jaar af en startte met een paar vrienden een grammofoonplatenzaak. Hij werd jazzdrummer en speelde enkele jaren in diverse formaties. Ook opende hij een café in Rotterdam.
In 1976 raakte Van Soest betrokken bij het toneel. Hij nam privélessen in dans, zang en logopedie, en startte de kindertheatergroep Augustus. Weer later maakte hij solotheater. In 1982 won hij met zijn soloprogramma Merde! de juryprijs van het Leids Cabaret Festival. Hij werkte op het toneel enkele jaren samen met onder anderen John Lanting, Piet Bambergen en John Leddy. In 2005 richtte hij het Het Echt Rotterdams Theater op, waar hij tot 2012 bij speelde. De vertalingen en regies zijn in handen van Gerard Cox. De komedies van het gezelschap werden op de oudejaarsavonden van respectievelijk 2010, 2011 en 2012 uitgezonden door Omroep MAX.
In 2011 keerde Van Soest terug op het pad van solotoneel met de monoloog Moskou-Petoesjki. Een jaar later volgde een nieuwe soloproductie: De Man van Madonna, van de hand van schrijfster Daphne de Bruin. Sinds 2012 behoort hij tot de vaste kern van Productiehuis Plezant.

## Filmografie (onvolledig)
- Ciske de Rat (1984) - Pieksma
- Overvallers in de dierentuin (1984) - Plumming
- Goeie Buren, klucht, vertaling van Run for your wife (1984) - Rechercheur Bulthuis
- Zeg 'ns Aaa (1985-1986) - Voorzitter van de fietsclub
- Amsterdamned (1988) - Beheerder van de duikvereniging
- Den Haag Vandaag ofwel een avond lang lachen (1989) - Gino, Italiaanse ober
- Medisch Centrum West, Lex Kramer (1990 en 1991)
- 12 steden, 13 ongelukken (afl. Dronten, 1991) - Autoverhuurder
- Oppassen!!!, vuilnisman Bob van Traa (5 afl., 1991)
- Bassie en Adriaan en de geheimzinnige opdracht (1992) - Handige Harry
- Kink in de Kabel, klucht, vertaling van Run for your wife (1992) - rechercheur
- Bassie en Adriaan en de reis vol verrassingen (1994) - Handige Harry
- Pleidooi (afl. 3.2, 1994) - Sportleraar
- SamSam - Agent (afl. Zonder geld begin je niks, 1994)
- SamSam - Brigadier (afl. Laat je rijden, 1995)
- Baantjer - wachtcommandant (2 afl.; De Cock en de moord zonder lijk en De Cock en de moord op de oude dame, 1995)
- Toen was geluk heel gewoon (1996-2009) - Henk van de Berg
- Roomservice, een Candid Comedy (1996) - Helmert
- Westzijde Posse (1996-1997) - Brigadier Zomers
- Karakter (1997)
- Het Zonnetje in Huis (1998), medewerker parkeerbeheer (1 afl.)
- Flodder (1998-1999) (afl. Videogeweld en Gifwolk) - Agent 1
- Mary Poppins (1999) - Agent Jones (stem)
- De Daltons (1999), (afl. Rosa en Tent) - Melkboer
- Bradaz (2001) - Steef
- Untitled (2002)
- Sloophamer (2003) - Conducteur
- Kink in de kabel, klucht, vertaling van Run for your wife (2007) - taxichauffeur
- Het bombardement (2012) - Willem
- Toen was geluk heel gewoon (2014) - Henk van de Berg